# Светлый (приток Малой Утки)
Светлый — река в Первомайском районе Томской области России. Устье реки находится в 55 км по правому берегу реки Малая Утка. Длина реки составляет 12 км.

## Данные водного реестра
По данным государственного водного реестра России относится к Верхнеобскому бассейновому округу, водохозяйственный участок реки — Кеть, речной подбассейн реки — бассейн притоков (Верхней) Оби от Чулыма до Кети. Речной бассейн реки — (Верхняя) Обь до впадения Иртыша.